# Función de distribución

Función de Distribución Acumulativa para la distribución normal en la siguiente imagen

Función de Densidad de Probabilidad para varias distribuciones normales. El trazo rojo distingue la distribución normal estándar.

En la teoría de la probabilidad y en estadística, la función de distribución acumulada (FDA, designada también a veces simplemente como función de distribución o FD) o función de probabilidad acumulada asociada a una variable aleatoria real {\displaystyle X} sujeta a cierta ley de distribución de probabilidad, es una función matemática de la variable real {\displaystyle x} que describe la probabilidad de que {\displaystyle X} tenga un valor menor o igual que {\displaystyle x}.
Intuitivamente, asumiendo la función {\displaystyle f} como la ley de distribución de probabilidad, la FDA sería la función con la recta real como dominio, con imagen del área hasta aquí de la función {\displaystyle f}, siendo aquí el valor x para la variable aleatoria real {\displaystyle X}.
La FDA asocia a cada valor x, la probabilidad del evento: «la variable {\displaystyle X} toma valores menores o iguales a x».
El concepto de FDA puede generalizarse para modelar variables aleatorias multivariantes definidas en {\displaystyle \mathbb {R} ^{n}}

## Definición
Sean {\displaystyle (\Omega ,{\mathcal {A}},\operatorname {P} )} un espacio de probabilidad y {\displaystyle X:\Omega \to \mathbb {R} } una variable aleatoria, la función de distribución acumulada de la variable aleatoria {\displaystyle X} es una función {\displaystyle F:\mathbb {R} \to [0,1]} definida como
{\displaystyle F(x)=\operatorname {P} [X\leq x]}
La función de distribución evaluada en un número {\displaystyle x} cualquiera es la probabilidad de que la variable aleatoria tome un valor menor o igual a {\displaystyle x}.
La función de distribución acumulada {\displaystyle F} puede obtenerse a partir de la función de probabilidad {\displaystyle f}.

### Notación
F

### Caso Discreto
Si {\displaystyle X} es una variable aleatoria discreta con función de probabilidad {\displaystyle f(x)} entonces la función de distribución acumulada se calcula como
{\displaystyle F(x)=\operatorname {P} [X\leq x]=\sum _{u\leq x}f(u)}

### Caso Continuo
Si {\displaystyle X} es una variable aleatoria real continua con función de densidad {\displaystyle f(x)} entonces la función de distribución acumulada se calcula como
{\displaystyle F(x)=\operatorname {P} [X\leq x]=\int _{-\infty }^{x}f(u){\text{d}}u}
La fórmula anterior representa el caso univariante. El caso multivariante es el que se usa en una situación donde se presentan varias variables aleatorias, que usualmente serán estadísticamente dependientes:
{\displaystyle F(x_{1},\dots ,x_{n})=\operatorname {P} [X_{1}\leq x_{1},\dots ,X_{n}\leq x_{n}]=\int _{-\infty }^{x_{1}}\left[\int _{-\infty }^{x_{n}}f(u_{1},\dots ,u_{n}){\text{d}}u_{1}\right]\dots {\text{d}}u_{n}}

## Propiedades
Una función de distribución acumulada {\displaystyle F(x)} asociada a la variable aleatoria {\displaystyle X} satisface
1. {\displaystyle 0\leq F(x)\leq 1}.
2. {\displaystyle \lim _{x\to \infty }F(x)=1}.
3. {\displaystyle \lim _{x\to -\infty }F(x)=0}.
4. Es monótona no decreciente, es decir, si {\displaystyle x_{1}\leq x_{2}} entonces {\displaystyle F(x_{1})\leq F(x_{2})}.
5. Es continua por la derecha, es decir, {\displaystyle \lim _{x\to a^{+}}F(x)=F(a^{+})}.

Si {\displaystyle a\leq b} puede demostrarse que
- {\displaystyle \operatorname {P} (X<a)=F(a^{-})}

- {\displaystyle \operatorname {P} (X>a)=1-F(a)}
- {\displaystyle \operatorname {P} (X\geq a)=1-F(a^{-})}
- {\displaystyle \operatorname {P} (a<X<b)=F(b^{-})-F(a)}
- {\displaystyle \operatorname {P} (a\leq X<b)=F(b^{-})-F(a^{-})}
- {\displaystyle \operatorname {P} (a\leq X\leq b)=F(b)-F(a^{-})}

Si {\displaystyle X} es una variable aleatoria continua entonces {\displaystyle F(x)} se dice que es absolutamente continua por lo que 
{\displaystyle \operatorname {P} (a\leq X\leq b)=\operatorname {P} (a\leq X<b)=\operatorname {P} (a<X\leq b)=\operatorname {P} (a<X<b)=\int _{a}^{b}f(x)\,dx=F(b)-F(a)}

## Ejemplos

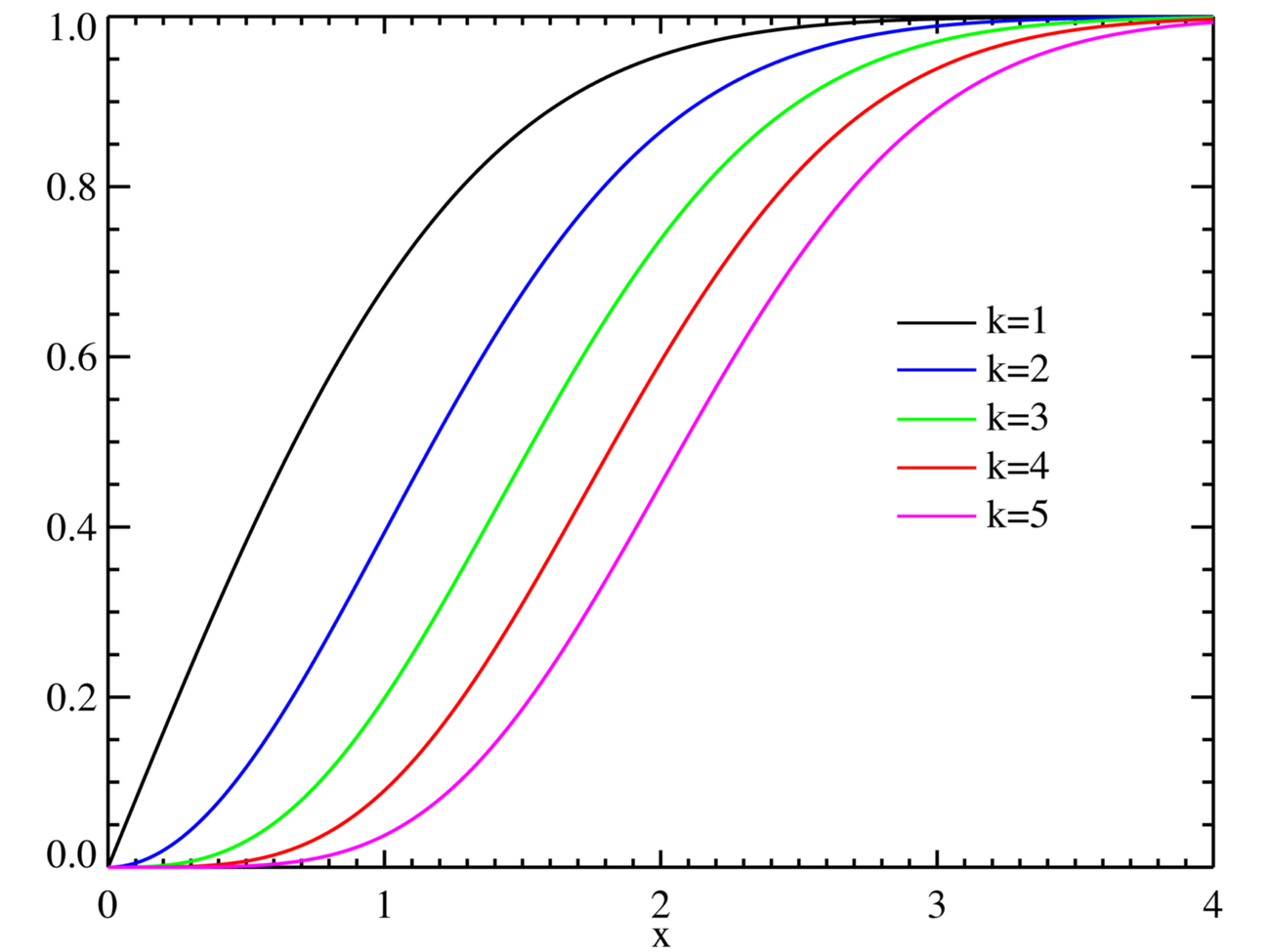
FDA de variables aleatorias con distribución chi.

La FDA de una variable aleatoria {\displaystyle X} con distribución uniforme en el intervalo unitario {\displaystyle [0,1]} queda definida por:
{\displaystyle F(x)={\begin{cases}0&x\leq 0\\x&0<x<1\\1&x\geq 1\end{cases}}}
Si {\displaystyle X} es una variable aleatoria con distribución exponencial con parámetro {\displaystyle \lambda }, es decir, {\displaystyle X\sim \operatorname {Exp} (\lambda )} tiene como función de distribución acumulada la función
{\displaystyle F(x)={\begin{cases}1-e^{-\lambda x}&x>0\\0&{\text{en otro caso}}\end{cases}}}

## Función de Distribución Acumulada Inversa (función cuantil)
La función cuantil de una variable aleatoria (o de una ley de probabilidad) es la inversa de su acumulada.
Si la FDA {\displaystyle F} es estrictamente creciente y continua, su inversa está definida {\displaystyle F^{-1}(y),y\in [0,1]} es el único número real {\displaystyle x} tal que {\displaystyle F(x)=y}.

Solo en tales casos queda así definida la función de distribución inversa o función cuantil.
Pero una función de distribución se mantiene constante en todo intervalo en el cual la variable aleatoria no puede tomar valores. Es por esto que se introduce la siguiente definición.
Lamentablemente, la distribución carece, en general, de inversa. Se puede definir, para {\displaystyle y\in [0,1]}, la inversa generalizada de la función distribución:
{\displaystyle F^{-1}(y)=\inf _{x\in \mathbb {R} }\{F(x)\geq y\}.}
Sea {\displaystyle X} una variable aleatoria con valores en {\displaystyle \mathbb {R} } y {\displaystyle F_{X}} su función de distribución. Se llama función cuantil de {\displaystyle X} a la función de {\displaystyle [0,1]} en {\displaystyle \mathbb {R} }, denotada por {\displaystyle Q_{X}}, que a {\displaystyle u\in [0,1]} hace corresponder:
{\displaystyle \displaystyle Q_{X}(u)=\inf\{x\;:\;F_{X}(x)\geq u\}\;}.

La inversa de la pda se denomina función cuantil.
La inversa de la pda puede emplearse para trasladar resultados obtenidos para la distribución uniforme a otras distribuciones.

### Estadística
Puede considerarse el artículo sobre Estadística matemática para completar algunos tópicos.
- Datos: Q386228
- Multimedia: Cumulative distribution functions / Q386228